# Neuvillette, Somme
Neuvillette là một xã ở tỉnh Somme, vùng Hauts-de-France, Pháp.

## Địa lý
Thị trấn này tọa lạc trên đường D196, khoảng 26 dặm Anh về phía đông bắc của Abbeville, gần giáp ranh với tỉnh Pas-de-Calais.

## Dân số
| 1962                                                           | 1968 | 1975 | 1982 | 1990 | 1999 |
| -------------------------------------------------------------- | ---- | ---- | ---- | ---- | ---- |
| 182                                                            | 184  | 176  | 157  | 161  | 179  |
| Số liệu điều tra dân số từ năm 1962, dân số không tính hai lần |      |      |      |      |      |